# День Фіку
День Фіку (порт. Dia do Fico від порт. (Eu) fico — «я залишаюся») — одна із знаменних дат в історії Бразилії. Цього дня 9 січня 1822 португальський регент дон Педру I не підкорився указу португальських кортесів, що закликали його повернутися на батьківщину до Португалії, і сказав знамениту фразу: 
«Якщо це піде на благо всієї нації, то я готовий! Скажіть народові, що я залишаюся!»

«Якщо це піде на благо всієї нації, то я готовий! Скажіть народові, що я залишаюся! («Se é para o bem de todos e felicidade geral da Nação, estou pronto! Digam ao povo que fico!»)

## Передумови
Незадовго до цього, у вересні 1821 Асамблея Португалії позбавила Бразилію її привілейованого статусу і всі урядові установи було ліквідовано. Але звикши до статусу метрополії за 14 років, багато бразильців розпочали боротьбу за незалежність. У колонії зростала напруга через загрозу повернення Бразилії статусу колонії. У відповідь країні виникло дві великі політичні течії: сепаратистськи налаштована Бразильська партія та уніоністсько-лоялістська Португальська партія, яку підтримували деякі консервативні військові та комерсанти, а також чиновники з Португалії. 
7 вересня 1822 Бразилія проголосила незалежність. Так на карті з'явилася Бразильська імперія. Педру став першим імператором.
Статтю створено за матеріалами португаломовної версії цієї статті.